# Megan Fahlenbock
Megan Fahlenbock (Toronto, 30 de junio de 1971) es una actriz canadiense. Es principalmente conocida como actriz de voz y también ha tenido algunos papeles en el cine.

## Televisión
| Año             | Programa                  | Personaje / Rol              | Notas |
| --------------- | ------------------------- | ---------------------------- | --- |
| 2004-2010       | Locos dieciséis           | Jennifer "Jen" Ann Masterson | Voz |
| 2005-2006       | Get Ed                    | Deets                        | Voz |
| 2007-2012, 2014 | Drama Total               | Gwen                         | Voz principal, 54 episodios (temp. 1, 3 y 5) Voz secundaria, 10 episodios (temp. 2) Voz extra, 1 episodio (temp. 4) |
| 2010            | Totally Spies!            | Muffy Pepperidge             | Voz |
| 2018            | Drama Total: La Guardería | Gwen (anciana)               | Episodio: "Fallo de Tigre" (temp. 1)                                                                                |

### Actuación
Ella también ha aparecido como actriz en las películas Get Over It, Resident Evil: apocalipsis, El Lago de Sam y La Fórmula del Bebé.